# کیم یی سونگ
کیم یی سونگ (کره‌ای: 김의성؛ زادهٔ ۱۷ دسامبر ۱۹۶۵) بازیگر اهل کره جنوبی است. او بیشتر به خاطر ایفای نقش در فیلم‌های اداره (۲۰۱۵)، و قطار بوسان (۲۰۱۶) و مجموعهٔ تلویزیونی دابلیو (۲۰۱۶) شناخته می‌شود. از دیگر فیلم‌ها یا مجموعه‌های تلویزیونی که وی در آن نقش داشته‌است می‌توان به معماری ۱۰۱، ۱۹۸۷: وقتی روز فرا می‌رسد، آقای آفتاب و سقوط کردیم اشاره کرد.